# Лубо (коммуна)
Лубо́ (фр. Loubaut) — коммуна во Франции, находится в регионе Юг — Пиренеи. Департамент коммуны — Арьеж. Входит в состав кантона Ле-Ма-д’Азий. Округ коммуны — Памье.
Код INSEE коммуны — 09172.

## Население
Население коммуны на 2008 год составляло 31 человек.
| 1962 | 1968 | 1975 | 1982 | 1990 | 1999 | 2008 |
| ---- | ---- | ---- | ---- | ---- | ---- | ---- |
| 28   | 30   | 12   | 19   | 31   | 21   | 31   |

## Экономика
В 2007 году среди 26 человек в трудоспособном возрасте (15—64 лет) 13 были экономически активными, 13 — неактивными (показатель активности — 50,0 %, в 1999 году было 76,9 %). Из 13 активных работали 11 человек (7 мужчин и 4 женщины), 2 женщины были безработными. Среди 13 неактивных 3 человека были учениками или студентами, 7 — пенсионерами, 3 были неактивными по другим причинам.